# Karl Robatsch
Karl Robatsch (* 14. Oktober 1929 in Klagenfurt am Wörthersee; † 19. September 2000 ebenda) war ein österreichischer Schach-Großmeister und Botaniker. Sein offizielles botanisches Autorenkürzel lautet „Robatsch“. Karl Robatsch starb an einem Krebsleiden.

## Schachspieler
Der gebürtige Kärntner Robatsch kam im Alter von 17 Jahren als Student nach Graz. Häufig war er im Café Berghaus, dem Treffpunkt der Grazer Schachspieler, anzutreffen. Aufgrund seines bereits damals erkennbaren Talents trat er dem Schachklub „SK Gemeinde“ bei, wo er rasch Meisterstärke erlangte.
Seine schachlich erfolgreichste Zeit hatte Robatsch Ende der 1950er und Anfang der 1960er Jahre. 1957 wurde er Internationaler Meister. Bei der Schacholympiade 1960 in Leipzig erhielt er die Goldmedaille für das beste Ergebnis am ersten Brett (13,5 Punkte aus 16 Partien). Aufgrund dieser Leistung wurde ihm 1961 der Großmeister-Titel verliehen. Im Juni 1960 gewann er in Prein die österreichische Staatsmeisterschaft.
Auch als Schachtheoretiker machte sich Karl Robatsch einen Namen. Er hatte großen Anteil an der Entwicklung der Pirc-Ufimzew- und der Modernen Verteidigung, die auch als Robatsch-Verteidigung bekannt ist.
Robatschs letzte Elo-Zahl betrug 2349. Vor Einführung der Elo-Zahlen betrug seine beste historische Elo-Zahl 2653. Diese erreichte er im April 1961.

### Turniererfolge im Schach
- Utrecht 1961: 2. Platz
- Hoogovens Beverwijk 1962: 2./3. Platz
- Zonenturnier Halle 1963: 3./4. Platz mit Ivkov hinter Portisch und Larsen

### Nationalmannschaft
Robatsch nahm mit der österreichischen Nationalmannschaft an den Schacholympiaden 1954, 1956, 1960, 1962, 1972, 1974, 1976, 1978, 1980, 1992 und 1994 und spielte außer bei seiner letzten Teilnahme immer am Spitzenbrett. Auch bei der Mannschaftseuropameisterschaft 1992 spielte er am Spitzenbrett der österreichischen Mannschaft.

### Vereine
Robatsch spielte in der Staatsliga von 1989 von 1993 für die Spielgemeinschaft ASK/KSV Klagenfurt, in der Saison 1993/94 für den WSV ATSV Ranshofen und in der Saison 1994/95 für Straßenbahn Graz.
In der deutschen Bundesliga spielte er von 1982 bis 1986 für den Münchener SC 1836.

## Botaniker
Neben Schach gehörte seine Liebe der Botanik, hier vor allem der Orchideenforschung. Für seine herausragende Forschungsarbeit auf diesem Gebiet wurde er vom Bundespräsidenten mit dem Titel „Professor“ ausgezeichnet.
Bei seinen Orchideenstudien hat sich Karl Robatsch auf die taxonomisch schwierige Gattung der Stendelwurzen (Epipactis) spezialisiert und 21 für die Wissenschaft neue Taxa auf Artrang beschrieben. Etwa die Hälfte davon wurde allerdings später als Unterart oder Varietät zu anderen Arten gestellt. Ihm zu Ehren wurde auch 2003 eine neue Art Epipactis robatschiana Bartolo, D'Emerico, Pulv., Terrasi & Stuto benannt.
Die nachfolgende Liste ist eine Zusammenstellung dieser Neubeschreibungen, allfälliger späterer Neuklassifizierungen und der Herkunftsländer der Typuspflanzen:
- Epipactis aspromontana Bartolo, Pulv. & Robatsch 1996 → E. leptochila subsp. aspromontana (Italien)
- Epipactis bithynica Robatsch 1991 → E. helleborine subsp. bithynica (Türkei)
- Epipactis bugacensis Robatsch 1990 (Ungarn)
- Epipactis cretica J.Kalopissis & Robatsch 1980 (Kreta)
- Epipactis danubialis Robatsch & Rydlo 1989 → E. atrorubens subsp. danubialis (Rumänien)
- Epipactis fibri G.Scappaticci & Robatsch 1995 → E. albensis var. fibri (Frankreich)
- Epipactis guegelii Robatsch 1997 (Rumänien)
- Epipactis halacsyi Robatsch 1990 (Griechenland)
- Epipactis leutei Robatsch 1989 → E. helleborine subsp. leutei (Österreich)
- Epipactis mecsekensis A.Molnár & Robatsch 1997 → E. nordeniorum subsp. mecsekensis (Ungarn)
- Epipactis nauosaensis Robatsch 1989 → E. leptochila subsp. nauosaensis (Griechenland)
- Epipactis nordeniorum Robatsch 1991 (Österreich)
- Epipactis olympica Robatsch 1990 (Griechenland)
- Epipactis provincialis A.Aubenas & Robatsch 1996 (Frankreich)
- Epipactis renzii Robatsch 1988 → E. helleborine var. renzii (Dänemark)
- Epipactis rhodanensis Gevaudan & Robatsch 1994 → E. bugacensis subsp. rhodanensis (Frankreich)
- Epipactis schubertiorum Bartolo, Pulv. & Robatsch 1997 → E. helleborine subsp. schubertiorum (Italien)
- Epipactis subclausa Robatsch 1988 → E. atrorubens subsp. subclausa (Griechenland)
- Epipactis tallosii A.MOLNÁR & Robatsch 1997 (Ungarn)
- Epipactis voethii Robatsch 1993 (Österreich)
- Sauroglossum odoratum Robatsch 1994 (Brasilien)